# Mancha oval plateada
La mancha oval plateada, también conocida como mancha gris o fisura transversal, es un tipo de defecto de fabricación que se puede encontrar en los carriles ferroviarios.

## Causas
De los posibles defectos que pueden aparecer en los raíles ferroviarios debidos a fallos de fabricación, la mancha oval plateada es el más grave. Después de la fabricación de los carriles, puede haber una heterogeneidad interna, bien sea debido a burbujas gaseosas, o bien a inclusiones sólidas no metálicas. Las burbujas gaseosas se atribuyen al hidrógeno disuelto en el acero líquido, no liberado al exterior cuando este se solidifica. La solubilidad del hidrógeno en el acero decrece enormemente con la temperatura, luego el exceso debe eliminarse por difusión. Pero la permeabilidad del hierro al hidrógeno decrece también con la temperatura con un brusco descenso, aproximadamente a 250 °C. Si el enfriamiento del acero es muy rápido, el hidrógeno no puede eliminarse. Su presión puede alcanzar en un punto un valor que provoque una pequeña fisura interna de muy débil magnitud.
También su origen puede ser el de las inclusiones sólidas no metálicas. Otra hipótesis es la de las tensiones internas que se desarrollan durante el enfriamiento de los carriles. Cuando su interior está a una elevada temperatura, el metal en estado plástico ofrece una débil resistencia a la tracción.

## Propagación de la fisura
Una vez iniciada la fisura, su propagación es fácil, sobre todo en la zona de la cabeza del carril, donde los esfuerzos cortantes alcanzan las cotas más grandes de variación. Esta zona está de 10 a 25 milímetros por debajo de la superficie de rodadura. Si imaginamos el peso de un tren de 600 toneladas compuesto por 12 vehículos de 4 ejes cada uno, circulando a 72 km/h, se producirán 48 compresiones y 96 tracciones en una sección determinada del carril, en 10 segundos.
La propagación de la fisura se realiza por anillos o capas concéntricas, y las superficies de la fisura, durante la compresión, se pulimentan mutuamente, dando su aspecto plateado característico. Llega un momento en que por falta de sección, el carril rompe por tracción, no apareciendo como es lógico en la zona de rotura el aspecto plateado.
La fórmula de propagación según la ORE:  Y=Yo*2^(x/5)   ; siendo Y:área de la mancha oval , Yo: área de la mancha respecto a la cabeza inicial, x: millones de TBC (toneladas brutas completas)
Según la ORE se recomienda cambiar de carril cuando el área de la mancha oval de la cabeza del carril (Y) es inferior o igual al 50%.

## Prevención
La manera de evitar la mancha oval plateada es enfriando muy lentamente los carriles, para lo que se utilizan diversos procedimientos.